# Уланівка
Ула́нівка — село в Україні, у Іллінецькій міській громаді Вінницького району Вінницької області.

## Історія
З історії (За довідником «Жарких М. І. Храми Поділля»):
- За адмін. поділом 16 ст. Брацлавський повіт 16 ст.
- За адмін. поділом 19 ст. невідомо
- За адмін. поділом 20 ст. Іллінецький район

12 червня 2020 року, відповідно до розпорядження Кабінету Міністрів України № 707-р «Про визначення адміністративних центрів та затвердження територій територіальних громад Вінницької області» село увійшло до складу Іллінецької міської громади.
19 липня 2020 року, в результаті адміністративно-територіальної реформи та ліквідації Іллінецького району, село увійшло до складу Вінницького району.

## Символіка
Затверджена 18 липня 2018 р. рішенням № 646 XXXIV сесії міської ради VIII скликання. Автори — В. М. Напиткін, К. М. Богатов, Ю. І. Весна.

### Герб
Щит скошений зліва. У першій червоній частині срібна рука з мечем, у другій зеленій золотий плуг. Герб вписаний в золотий декоративний картуш і увінчаний золотою сільською короною. Унизу картуша напис «УЛАНІВКА».
Рука з мечем — символ герба Сангушків, яким належало село; старовинний плуг означає давність поселення.

### Прапор
Квадратне полотнище скошене діагонально з верхнього вільного кута. У древковій червоній частині біла рука з мечем, у другій зеленій жовтий плуг.

## Галерея

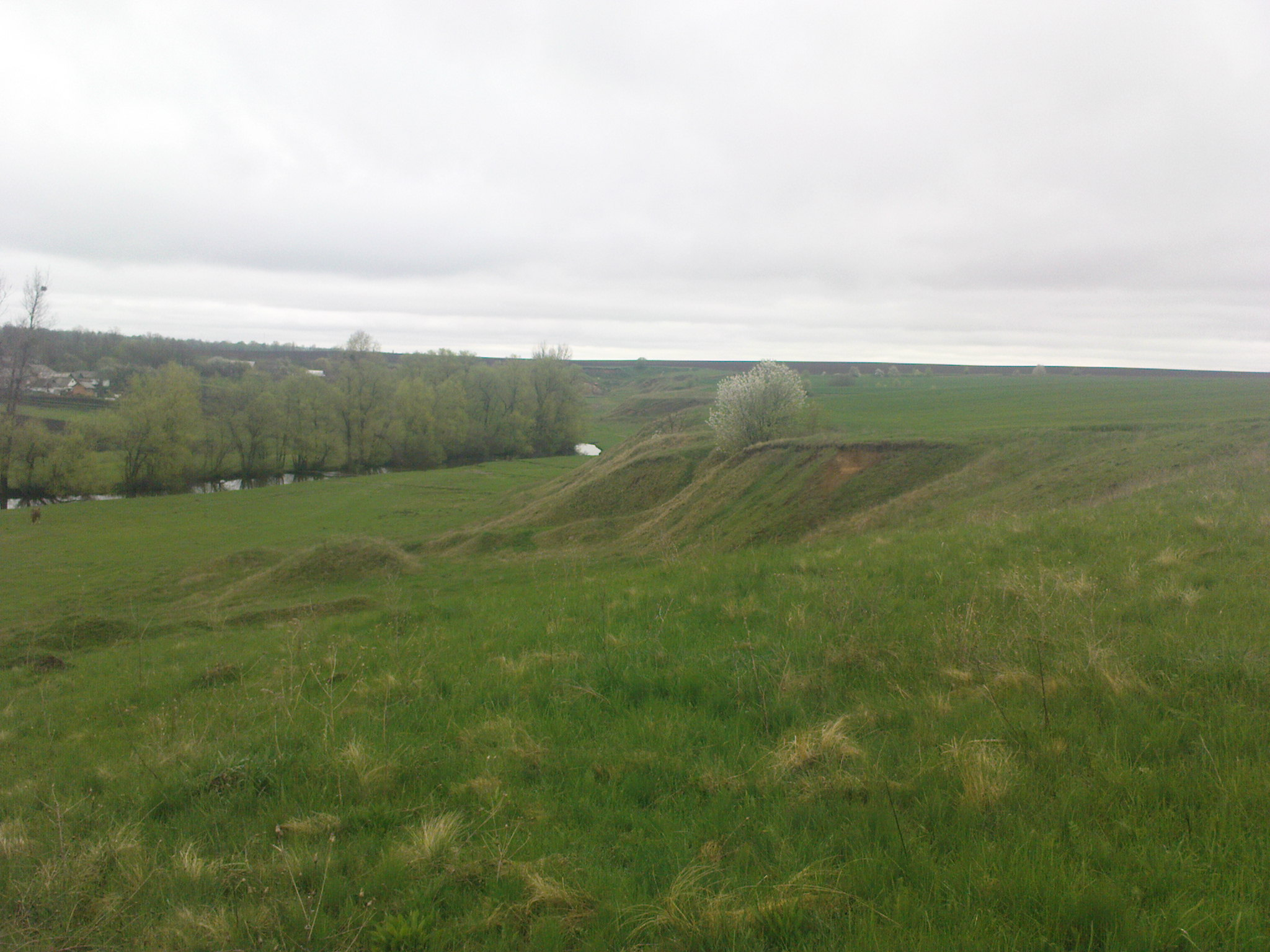
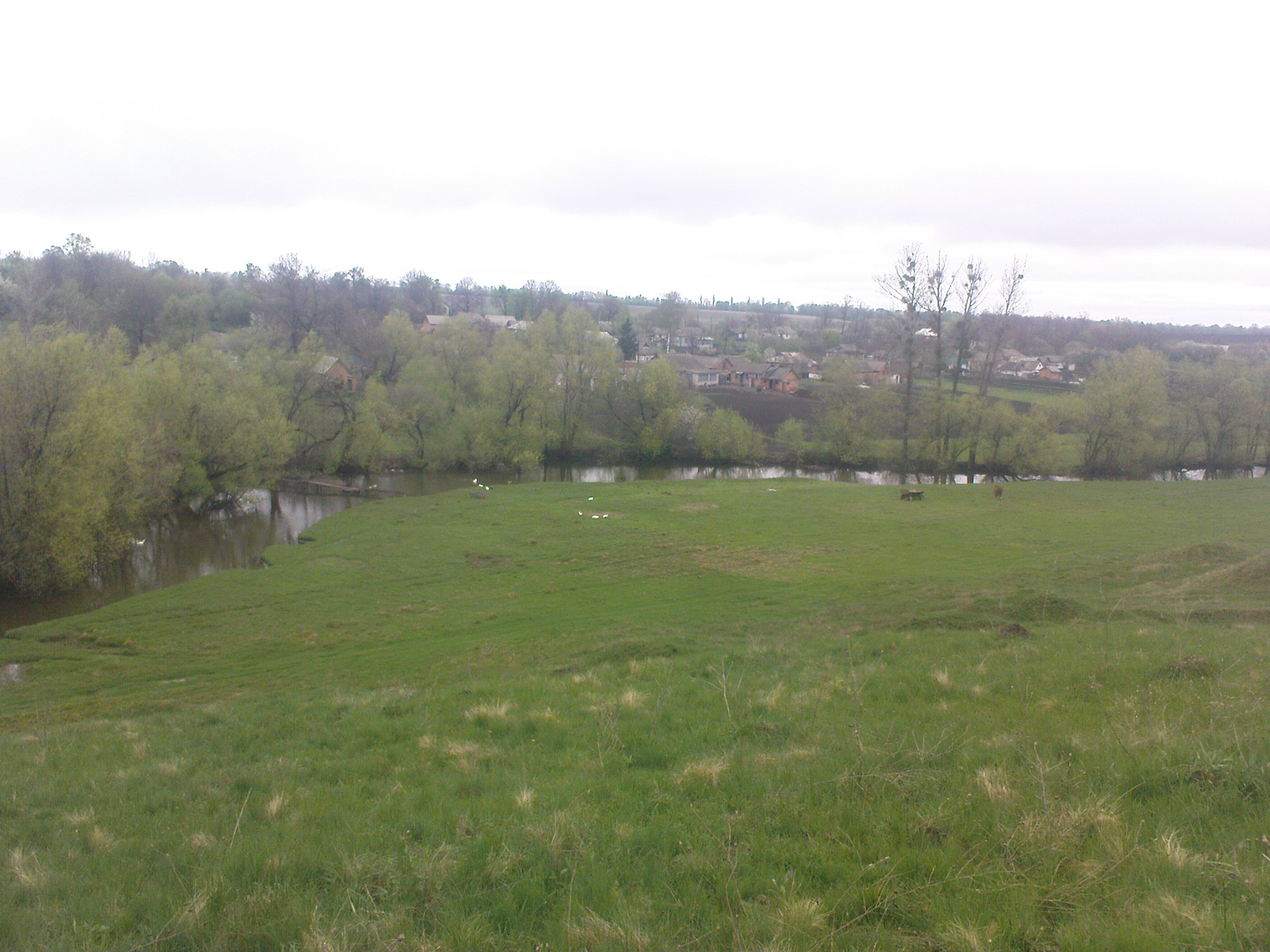
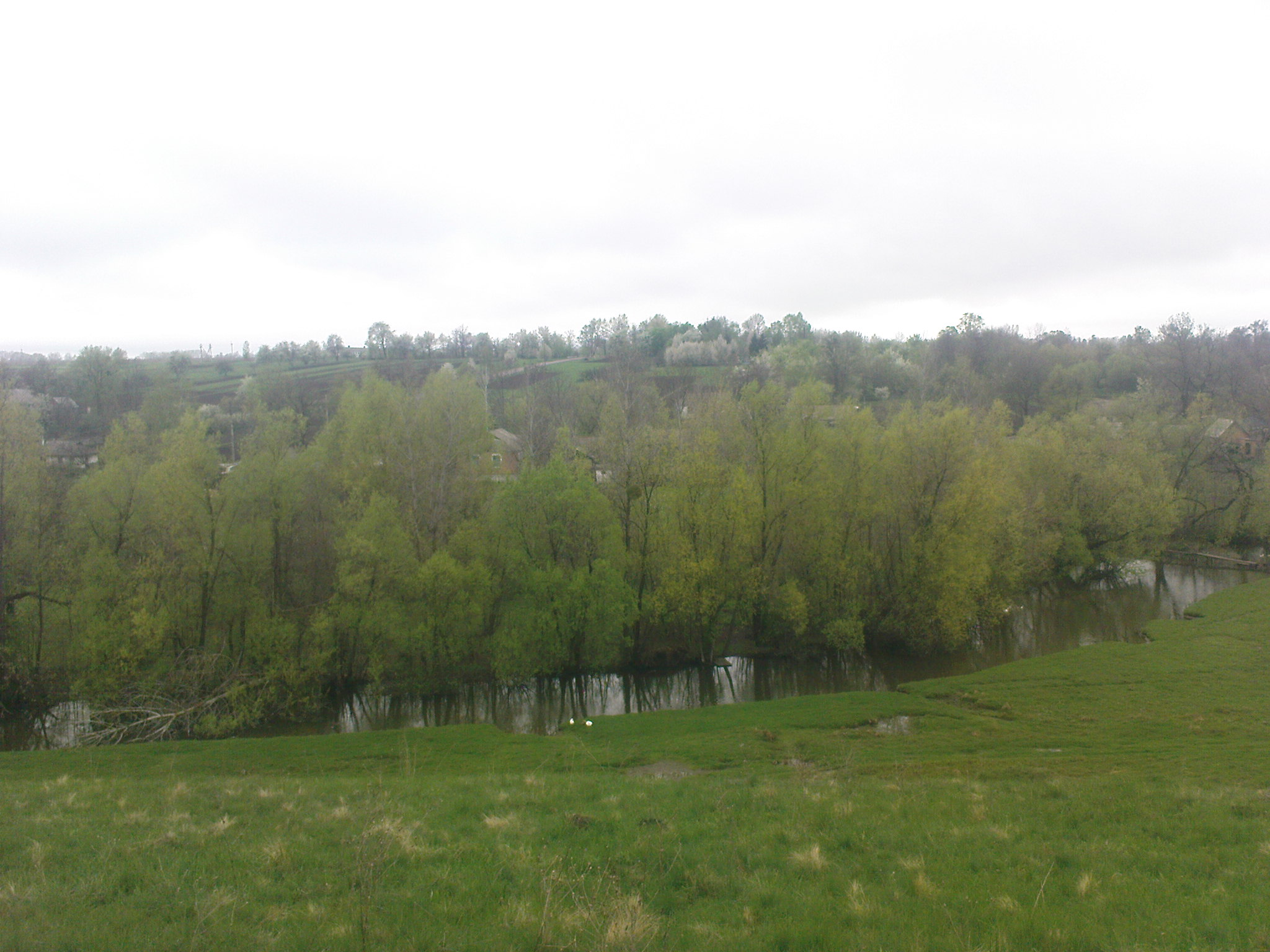
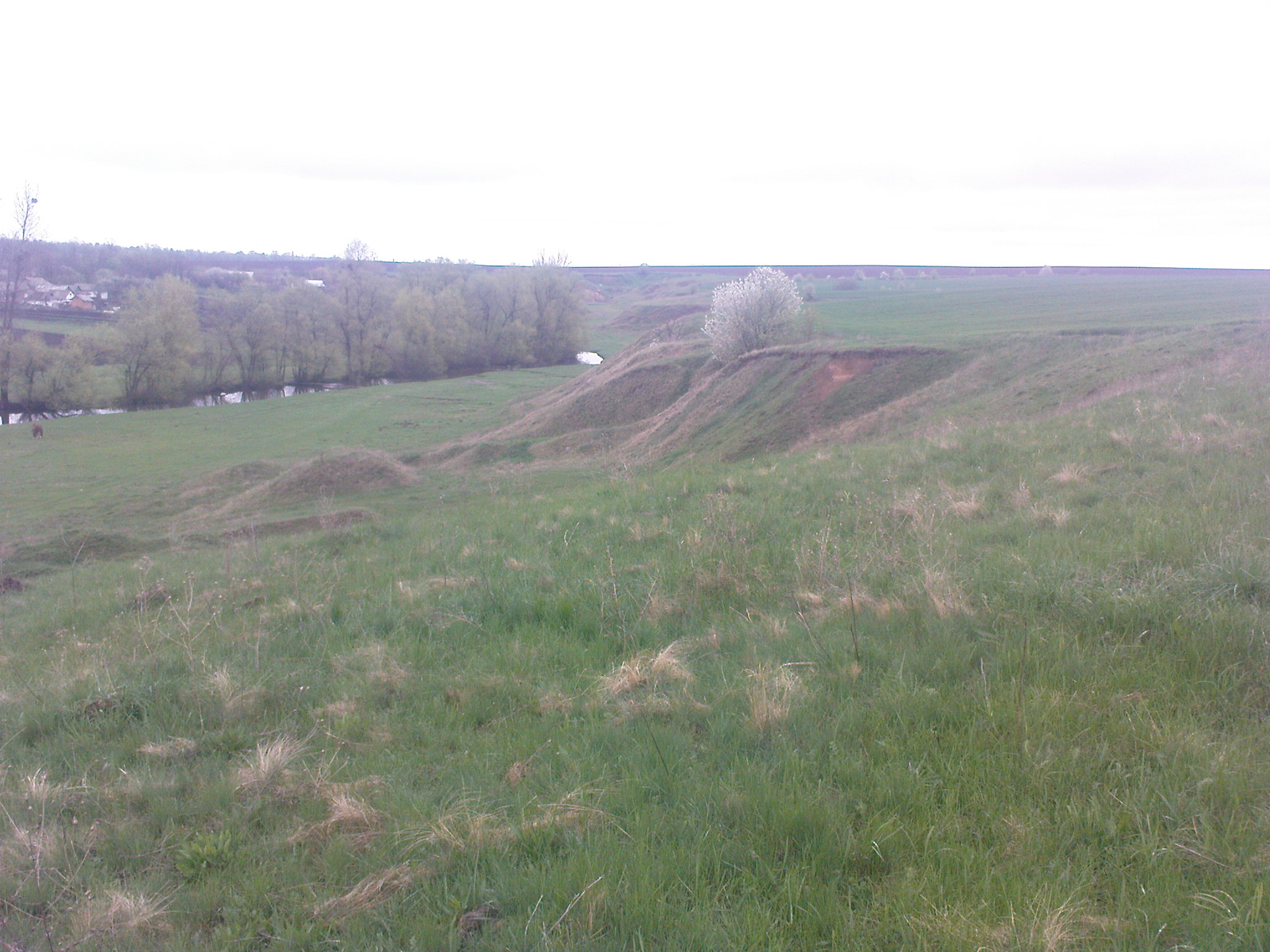

## Пам'ятки
Дерев'яна церква св. Анни засновано в 1754 р. На жаль не збереглась, була остаточно зруйнована у 80-х роках за часів совєтського союзу, залишився тільки підмурок.